# Personnel de la AEW
 (octobre 2024).
Si vous disposez d'ouvrages ou d'articles de référence ou si vous connaissez des sites web de qualité traitant du thème abordé ici, merci de compléter l'article en donnant les références utiles à sa vérifiabilité et en les liant à la section « Notes et références ».
All Elite Wrestling est une fédération professionnelle de catch basée à Jacksonville,  Floride aux États-Unis. Les employés de All Elite Wrestling incluent des catcheurs professionnels (le nom de scène des employés est écrit à gauche, et le nom réel est écrit sur la droite), managers, arbitres, entrepreneurs et autres. La liste ci-jointe représente le personnel de la AEW.

## Liste

### Catcheurs

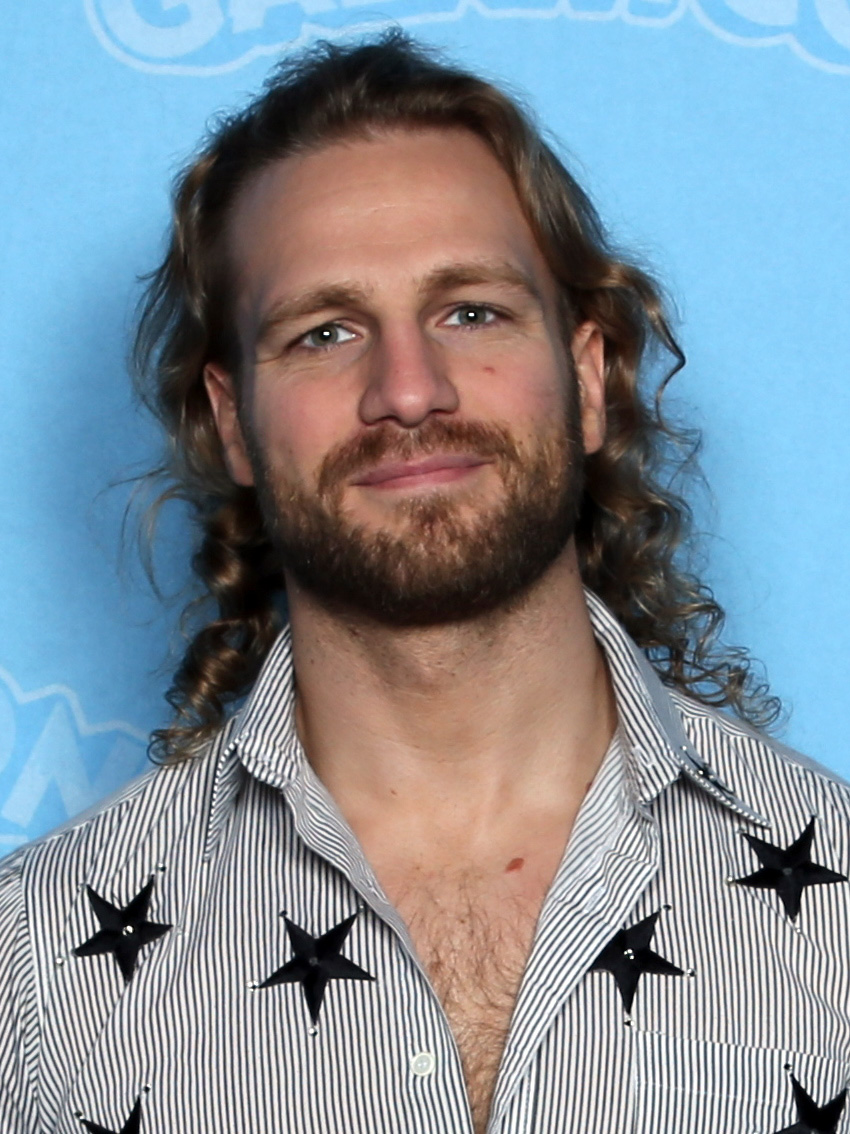
Adam Page, l'actuel World Champion

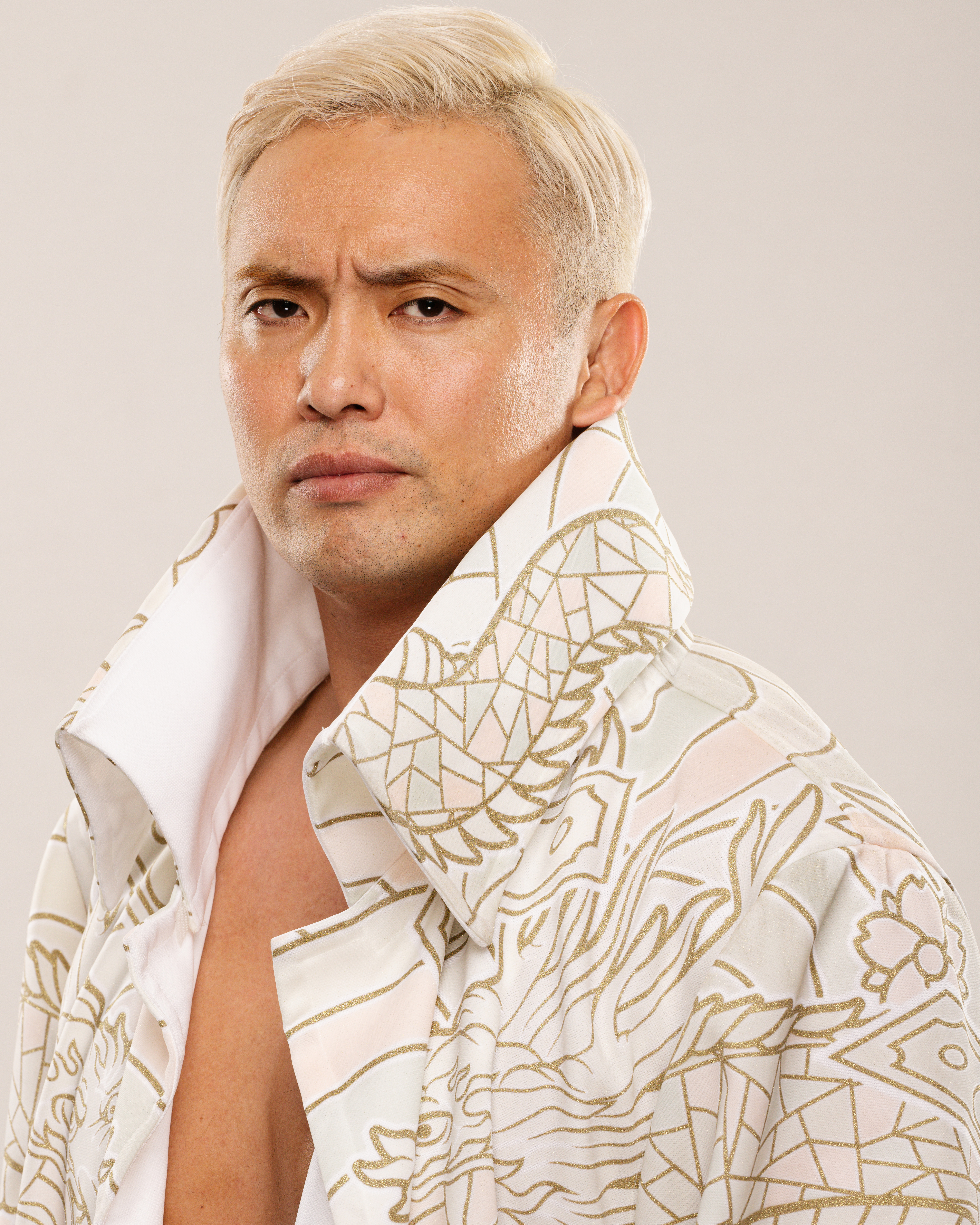
Kazuchika Okada, l'actuel Continental Champion

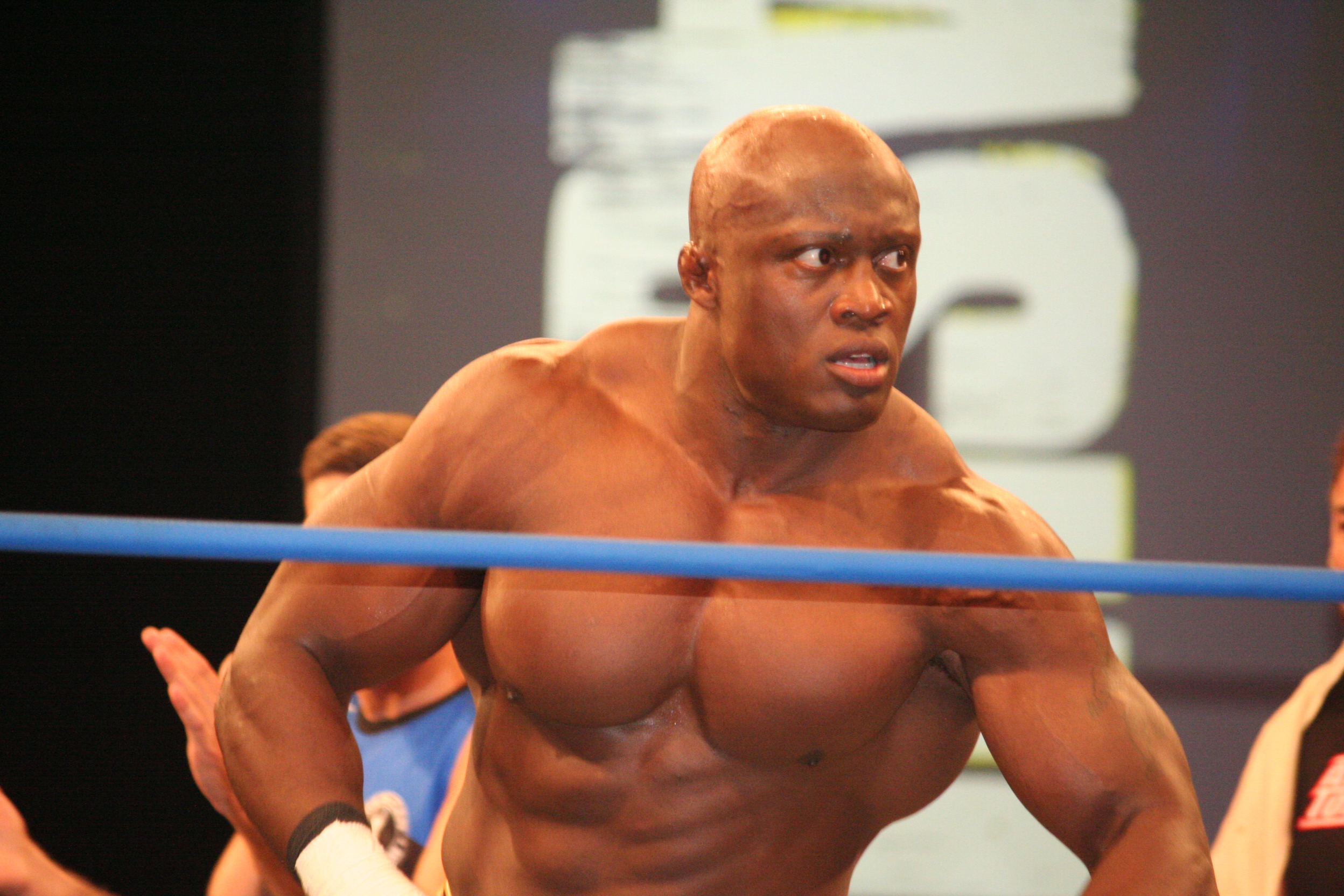
Bobby Lashley, l'actuel moitié des World Tag Team Champion

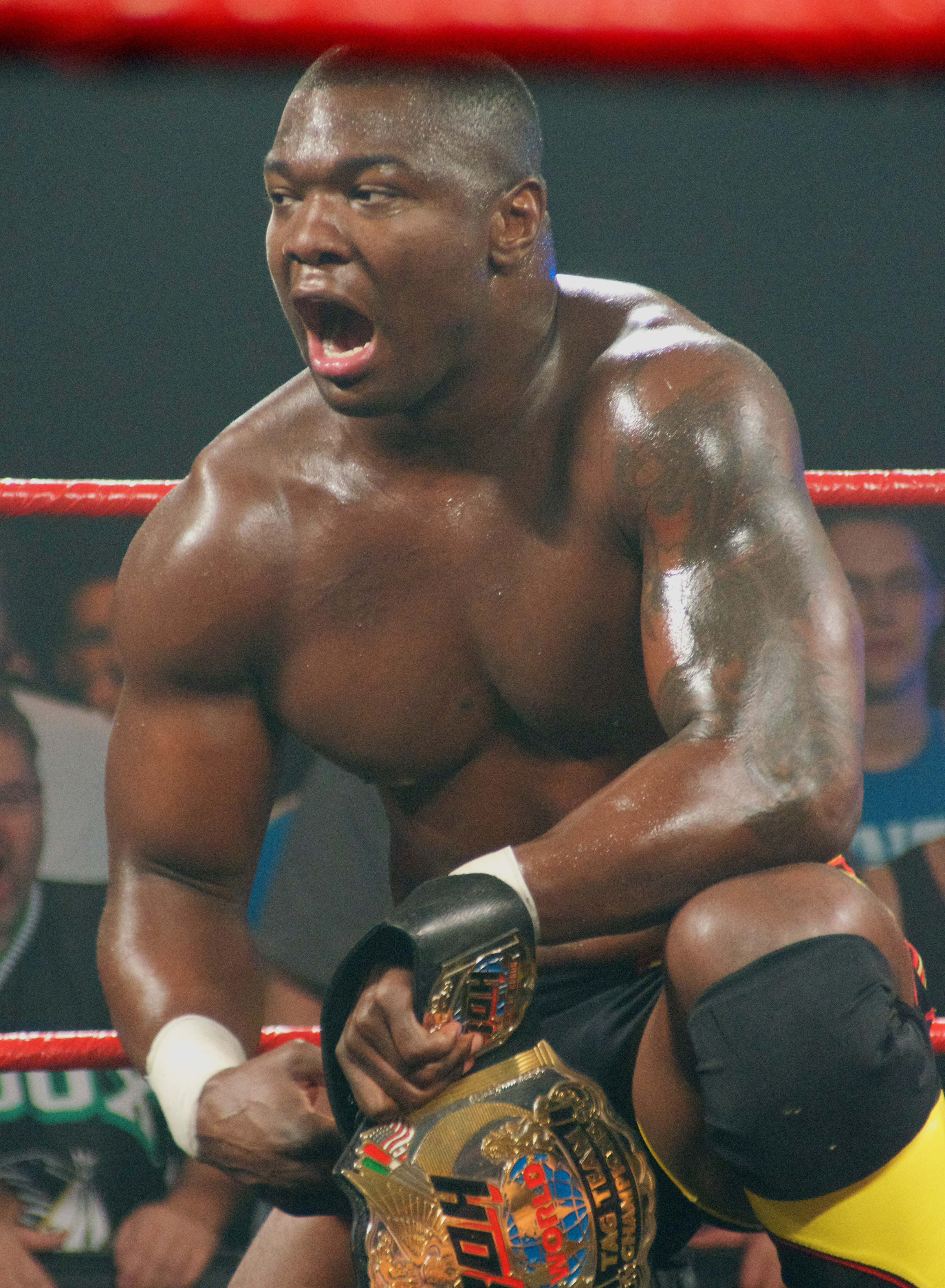
Shelton Benjamin, l'actuel moitié des World Tag Team Champion

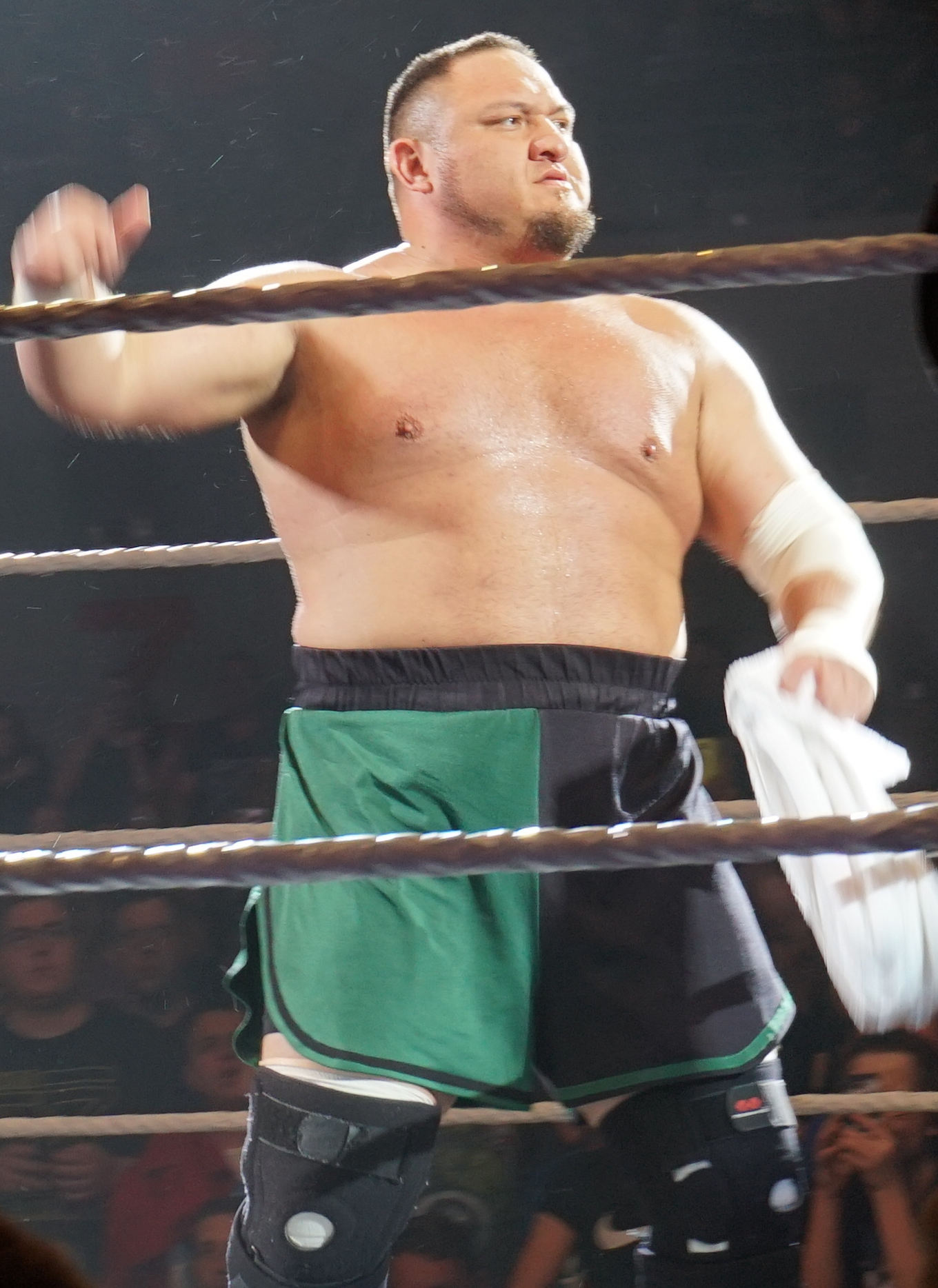
Samoa Joe, l'actuel tiers des World Trios Champion

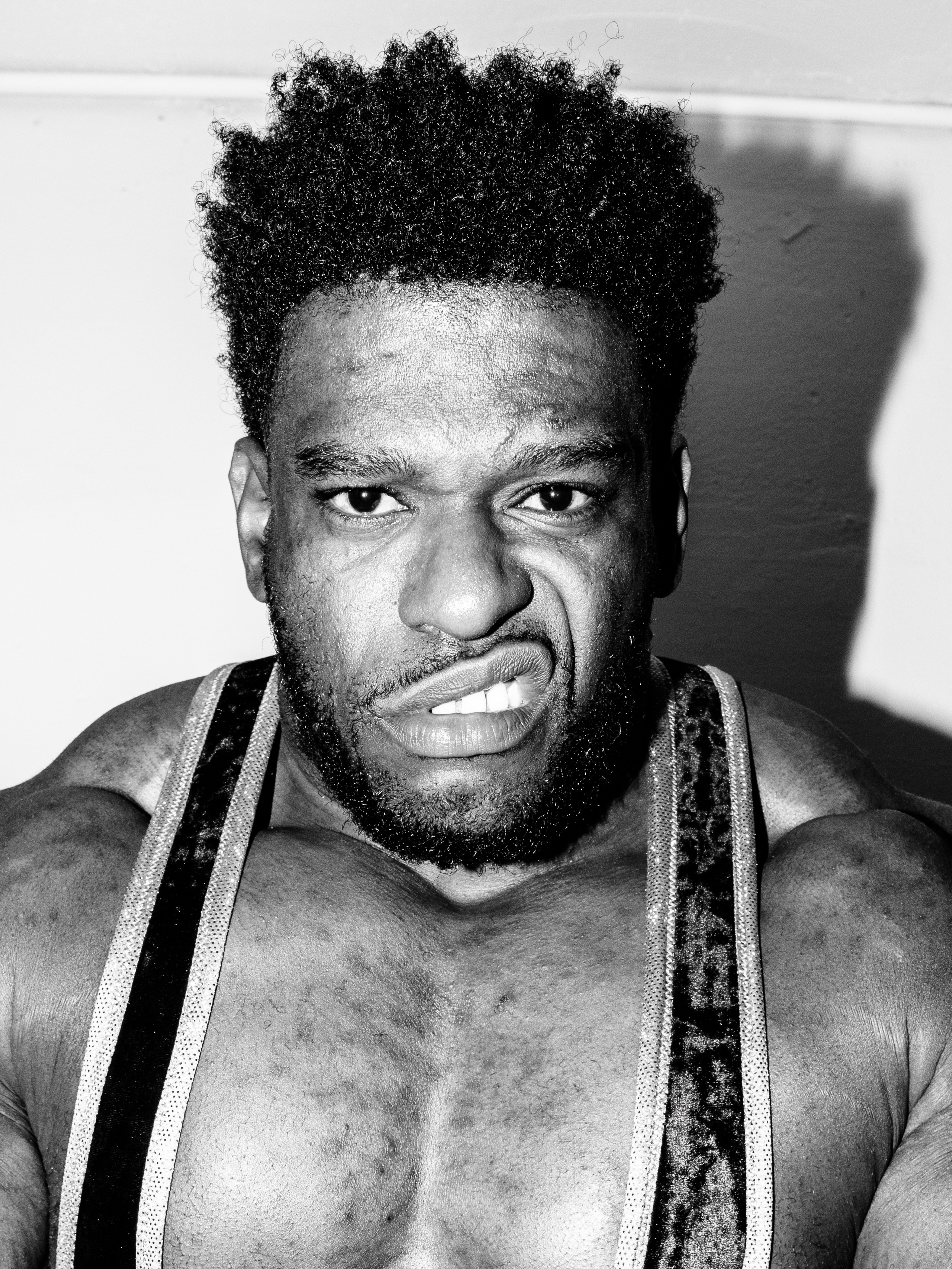
Powerhouse Hobbs, l'actuel tiers des World Trios Champion

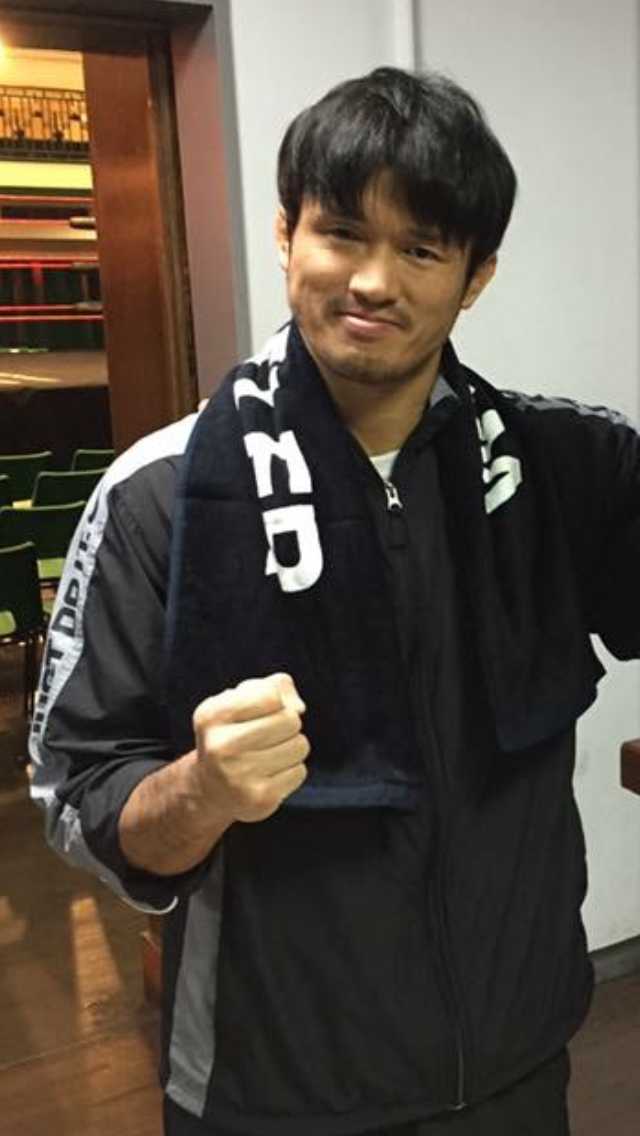
Katsuyori Shibata, l'actuel tiers des World Trios Champion

| Nom de scène          | Nom réel                      | Notes                                       |
| --------------------- | ----------------------------- | ------------------------------------------- |
| Aaron Solo            | Aaron Solo                    |                                             |
| Action Andretti       | Tyler Reber                   |                                             |
| Adam Cole             | Austin Jenkins                | Inactif, traumatisme crânien                |
| Adam Page ("Hangman") | Stevie Woltz                  | World Champion                              |
| Alex Reynolds         | Alex Zikos                    |                                             |
| Angélico              | Adam Briddle                  |                                             |
| Angelo Parker         | Jeff Parker                   |                                             |
| Anthony Bowens        | Anthony Bowens                |                                             |
| Anthony Ogogo         | Anthony Osezua Ojo Ogogo      |                                             |
| AR Fox                | Thomas Ballester              |                                             |
| Ariya Daivari         | Ariya Daivari                 | Coach                                       |
| Austin Gunn           | Austin Sopp                   |                                             |
| Bandido               | Inconnu                       | ROH World Champion                          |
| Big Bill              | William Morrissey             |                                             |
| Billy Gunn            | Monty Sopp                    | Coach                                       |
| Bishop Kaun           | Jasper Kange                  |                                             |
| Bobby Lashley         | Franklin Lashley              | World Tag Team Champion                     |
| Brandon Cutler        | Brandon Bogle                 | Producteur exécutif de contenu              |
| Brian Cage            | Brian Christopher Button      | Inactif, blessé au quadriceps               |
| Brody King            | Nate Blauvelt                 |                                             |
| Bryan Danielson       | Bryan Danielson               | ROH Hall of Famer                           |
| Bryan Keith           | Bryan Keith                   |                                             |
| Buddy Matthews        | Matthew Adams                 | Inactif, blessé à la cheville               |
| Carlie Bravo          | Inconnu                       |                                             |
| Cash Wheeler          | Daniel Marshall Wheeler       |                                             |
| Chris Jericho         | Christopher Irvine            |                                             |
| Christian Cage        | William Jason Reso            |                                             |
| Claudio Castagnoli    | Claudio Castagnoli            |                                             |
| Colt Cabana           | Scott Colton                  |                                             |
| Colten Gunn           | Colten Sopp                   |                                             |
| Cope                  | Adam Copeland                 |                                             |
| Danhausen             | Donovan Danhausen             |                                             |
| Daniel Garcia         | Daniel Garcia                 |                                             |
| Dante Martin          | Dante Martin                  |                                             |
| Darby Allin           | Samuel Ratsch                 |                                             |
| Darius Martin         | Darius Martin                 |                                             |
| Dax Harwood           | David K. Harwood              |                                             |
| Dralístico            | Carlos Muñoz González         |                                             |
| Dustin Rhodes         | Dustin Runnels                | ROH World Tag Team Champion                 |
| Eddie Kingston        | Edward Moore                  | Inactif, déchirure du LCA et ménisque       |
| Evil Uno              | Nicolas Dansereau             |                                             |
| Griff Garrison        | Garrett Griffith              |                                             |
| Hologram              | Inconnu                       |                                             |
| Hook                  | Tyler Senerchia               |                                             |
| Isiah Kassidy         | Isiah Kassidy                 |                                             |
| Jack Perry            | Jack Perry                    |                                             |
| Jay Lethal            | Jamar Shipman                 |                                             |
| Jay White             | Jay White                     | Inactif, blessure à la main                 |
| Jeff Jarrett          | Jeffrey Jarrett               | Directeur du développement des affaires     |
| John Silver           | John Silver                   |                                             |
| Johnny TV             | John Hennigan                 |                                             |
| Jon Moxley            | Jonathan Good                 |                                             |
| Josh Alexander        | Joshua Lemay                  |                                             |
| Josh Woods            | Joshua Woods                  |                                             |
| Juice Robinson        | Joe Robinson                  |                                             |
| Katsuyori Shibata     | Katsuyori Shibata             | World Trios Champion                        |
| Kazuchika Okada       | Kazuchika Okada               | Continental Champion International Champion |
| Keith Lee             | Keith Lee                     | Inactif, maladie inconnu                    |
| Kenny Omega           | Tyson Smith                   | Vice président exécutif                     |
| Killswitch            | Austin Matelson               | Inactif, pneumonie                          |
| Kip Sabian            | Simon Kippen                  |                                             |
| Komander              | Inconnu                       |                                             |
| Kōnosuke Takeshita    | Kōnosuke Takeshita            |                                             |
| Kōta Ibushi           | Kōta Ibushi                   |                                             |
| Kyle Fletcher         | Kyle Fletcher                 | TNT Champion                                |
| Kyle O'Reilly         | Kyle Greenwood                |                                             |
| Lance Archer          | Lance Hoyt                    |                                             |
| Lee Johnson           | Inconnu                       |                                             |
| Lee Moriarty          | Lee Moriarty                  | ROH Pure Champion                           |
| Lio Rush              | Lionel Green                  |                                             |
| Mansoor               | Mansoor Al-Shehail            |                                             |
| Mark Briscoe          | Mark Pugh                     | ROH Hall of Famer                           |
| Mark Davis            | Davis Passfield               | Inactif, blessé au pied                     |
| Marq Quen             | DeQuentin Redden              |                                             |
| Mason Madden          | Brennan Williams              |                                             |
| Matt Menard           | Matthew Lee                   |                                             |
| Matt Sydal            | Matthew Korklan               | Inactif, blessé au pied                     |
| Matt Taven            | Matthew Marinelli             |                                             |
| Matthew Jackson       | Matthew Massie                | Vice-Président Exécutif                     |
| Max Caster            | Maxwell Caster                |                                             |
| Michael Nakazawa      | Shoji Nakazawa                |                                             |
| Mike Bailey           | Émile Baillargeon-Laberge     |                                             |
| Mike Bennett          | Michael Bennett               |                                             |
| MJF                   | Maxwell T. Friedman           |                                             |
| Nicholas Jackson      | Nicholas Massie               | Vice-Président Exécutif                     |
| Nick Comoroto         | Nicholas Comoroto             |                                             |
| Nick Wayne            | Nicholas Wayne                | ROH World Television Champion               |
| Orange Cassidy        | James Cipperly                | Inactif, déchirure du pectoral              |
| Ortiz                 | Angel Ortiz                   | Inactif, déchirure du pectoral              |
| PAC                   | Benjamin Satterly             | Inactif, blessé à la jambe                  |
| Peter Avalon          | Peter Hernandez               |                                             |
| Powerhouse Hobbs      | Will Hobson                   | World Trios Champion                        |
| Preston Vance         | Cody Vance                    |                                             |
| Ricochet              | Trevor Mann                   |                                             |
| Roderick Strong       | Chris Lindsey                 |                                             |
| Rush                  | William Arturo Muñoz González |                                             |
| Sammy Guevara         | Sammy Guevara                 | ROH World Tag Team Champion                 |
| Samoa Joe             | Nuufolau Joel Seanoa          | World Trios Champion                        |
| Satnam Singh          | Satnam Singh Bhamara          |                                             |
| Scorpio Sky           | Schuyler Andrews              |                                             |
| Serpentico            | Jonathon Cruz                 |                                             |
| Shane Taylor          | Mark Shepherd                 |                                             |
| Shawn Dean            | Shawn McBride                 |                                             |
| Shelton Benjamin      | Shelton Benjamin              | World Tag Team Champion                     |
| Swerve Strickland     | Stephon Strickland            |                                             |
| The Beast Mortos      | Inconnu                       |                                             |
| The Blade             | Jesse Guilmette               | Inactif, blessure au dos                    |
| The Butcher           | Andy Williams                 |                                             |
| Toa Liona             | Bruce Orlando Leaupepe        |                                             |
| Tony Nese             | Anthony Nese                  |                                             |
| Trent Beretta         | Greg Marasciulo               |                                             |
| Truth Magnum          | Shiloh Mount                  |                                             |
| Turbo Floyd           | Randy Kaufman                 |                                             |
| Wardlow               | Michael Wardlow               | Inactif, blessure au genou                  |
| Wheeler Yuta          | Paul Gruber                   |                                             |
| Will Ospreay          | William Ospreay               | Inactif, blessé au cou                      |

### Catcheuses

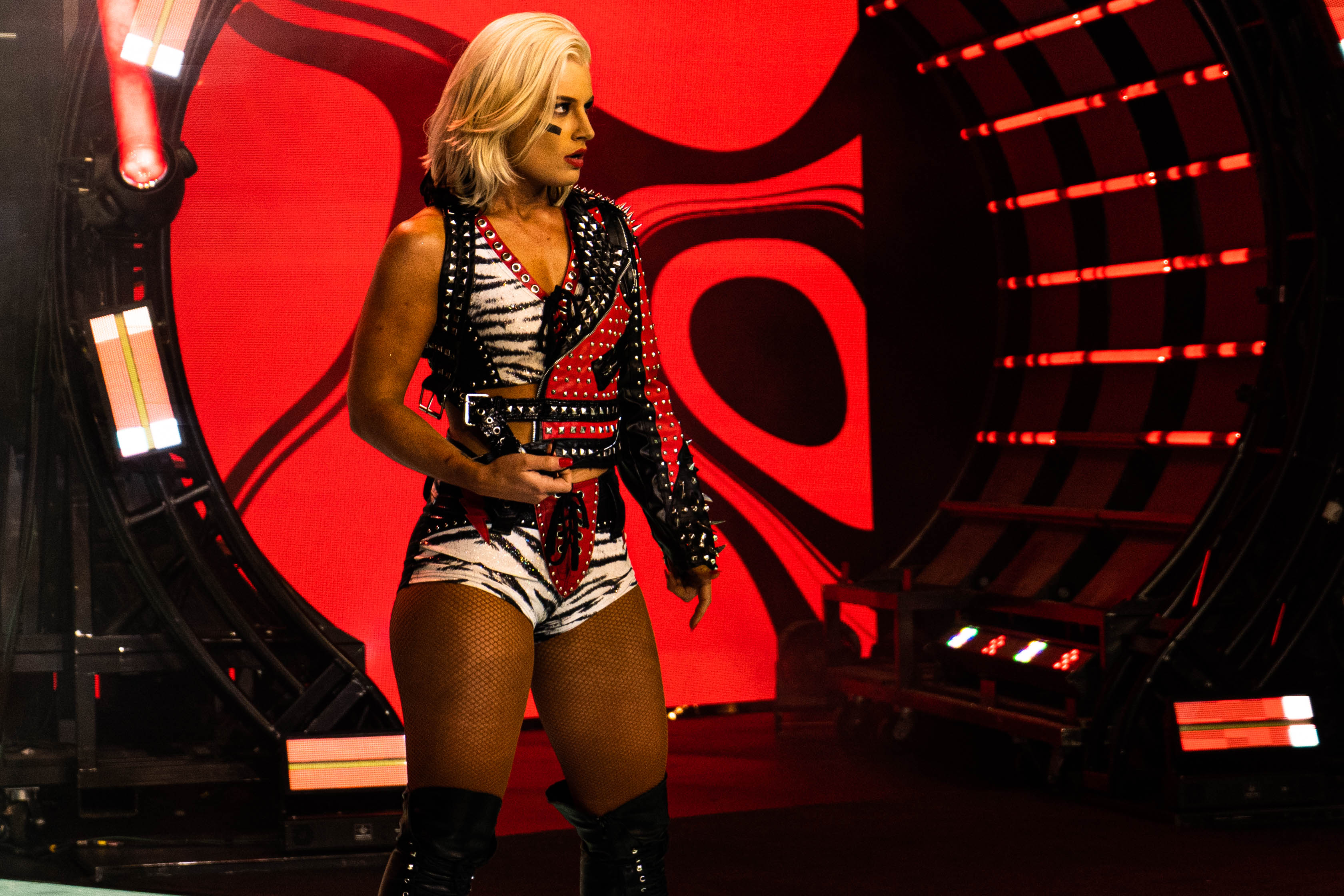
Toni Storm, l'actuelle Women’s World Champion

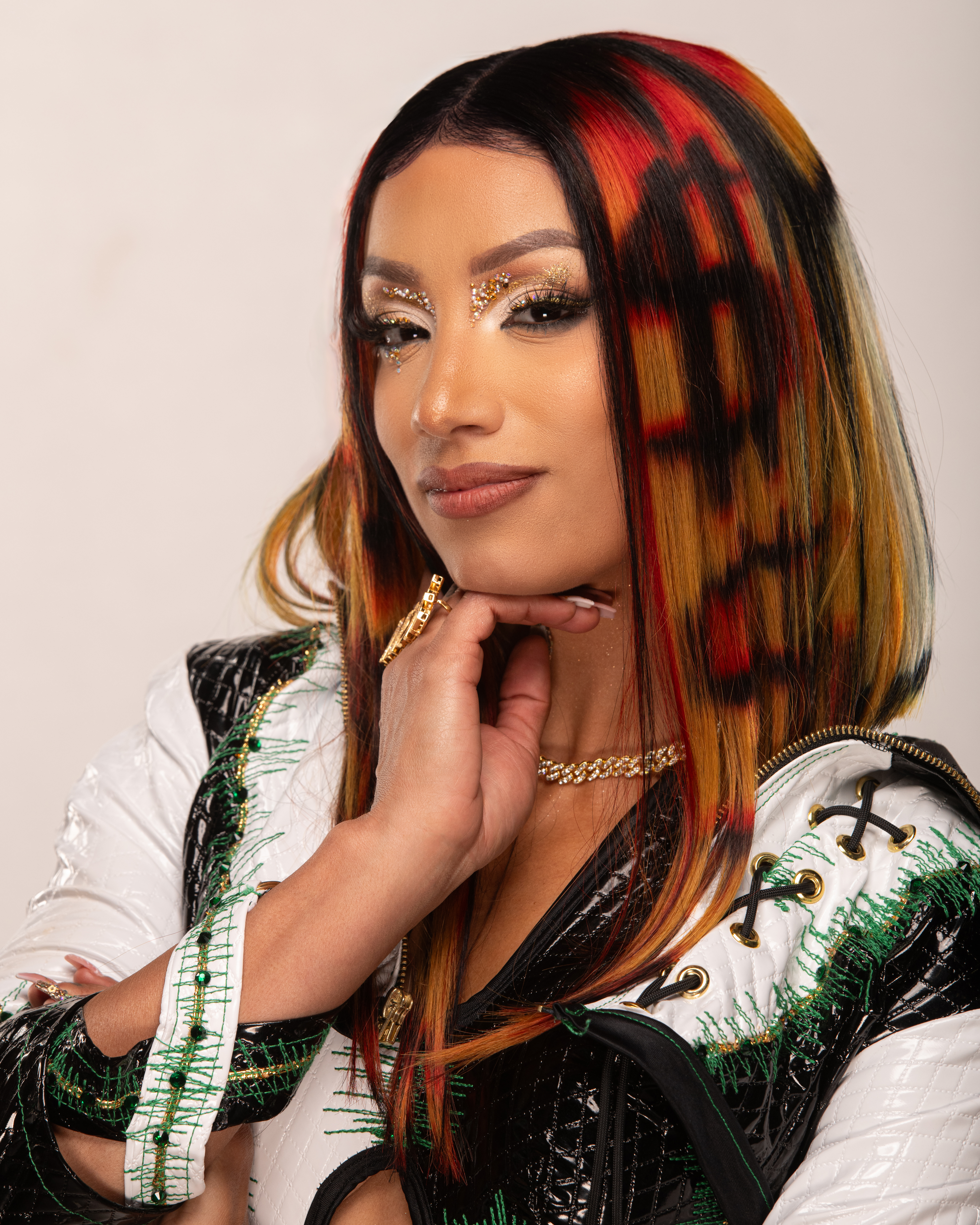
Mercedes Moné, l'actuelle TBS Champion

| Nom de scène           | Nom réel                  | Notes                                                                        |
| ---------------------- | ------------------------- | ---------------------------------------------------------------------------- |
| Alex Windsor           | Alice Walker              |                                                                              |
| Anna Jay               | Anna Jernigan             |                                                                              |
| Athena                 | Adrienne Palmer           | ROH Women's World Champion                                                   |
| Deonna Purrazzo        | Deonna Purrazzo           |                                                                              |
| Diamante               | Priscilla Zuniga          |                                                                              |
| Dr. Britt Baker D.M.D. | Brittany Baker            |                                                                              |
| Emi Sakura             | Emi Motokawa              |                                                                              |
| Harley Cameron         | Danielle Glanville        | Inactive, blessé au nez                                                      |
| Hikaru Shida           | Hikaru Shida              |                                                                              |
| Jamie Hayter           | Paige Wooding             |                                                                              |
| Julia Hart             | Julia Hart                |                                                                              |
| Kamille                | Kailey Latimer            |                                                                              |
| Kiera Hogan            | Kiera Hogan               | Inactive, blessure à l'épaule                                                |
| Kris Statlander        | Kristen Statlander        |                                                                              |
| Leila Grey             | Catherine Guzman          |                                                                              |
| Madison Rayne          | Ashley Lomberger          | Coach de la division féminine                                                |
| Marina Shafir          | Marina Shafir             |                                                                              |
| Megan Bayne            | Megan Doheny              |                                                                              |
| Mercedes Martinez      | Jamine Benitez            |                                                                              |
| Mercedes Moné          | Mercedes Kaestner-Varnado | TBS Champion CMLL World Women's Champion Undisputed British Women's Champion |
| Mina Shirakawa         | Mina Shirakawa            |                                                                              |
| Nyla Rose              | Brandi Hicks Degroat      |                                                                              |
| Penelope Ford          | Olivia Hasler             |                                                                              |
| Queen Aminata          | Aminata Sylla             |                                                                              |
| Rebel                  | Tanea Brooks              |                                                                              |
| Red Velvet             | Stephanie Cardona         | ROH Women's World Television Champion                                        |
| Riho                   | Riho Hime                 | Inactive, fracture du bras                                                   |
| Ruby Soho              | Dori Prange               | Inactive, congé de maternité                                                 |
| Serena Deeb            | Serena Deeb               |                                                                              |
| Skye Blue              | Skye Dolecki              |                                                                              |
| Tay Melo               | Taynara Melo de Carvalho  |                                                                              |
| Taya Valkyrie          | Kira Renee Forster        |                                                                              |
| Thekla                 | Thekla Kaischauri         |                                                                              |
| Thunder Rosa           | Melissa Cervantes         |                                                                              |
| "Timeless" Toni Storm  | Toni Rossall              | Women’s World Champion                                                       |
| Viva Van               | Victoria Tran             |                                                                              |
| Willow Nightingale     | Danielle Paultre          |                                                                              |
| Yuka Sakazaki          | Yuka Sakazaki             |                                                                              |

### Managers
| Nom de scène                      | Nom réel             | Notes |
| --------------------------------- | -------------------- | --- |
| Alex Abrahantes                   | Alex Abrahantes      | Manager de Komander Commentateur Espagnol                                                                                               |
| Don Callis                        | Donald Callis        | Manager de la Don Callis Familly Commentateur                                                                                           |
| Jake Roberts                      | Aurelian Smith, Jr.  | Manager de La Faccion Ingobernable Coach                                                                                                |
| Karen Jarrett                     | Karen Smedley        | Manageuse de Jeff Jarrett |
| Luther                            | Len Olson            | Manager de "Timeless" Toni Storm Catcheur occasionnel Coach                                                                             |
| Mark Sterling                     | Mark Rattelle        | Manager de The Varsity Athletes Catcheur occasionnel                                                                                    |
| Mother Wayne                      | Shayna Wayne         | Valet de The Patriarchy |
| Mr. Brodie Lee Jr. (Negative One) | Brodie Huber         | Associé de The Dark Order |
| MVP                               | Alvin Burke          | Manager de Shelton Benjamin et de Bobby Lashley Catcheur occasionnel                                                                    |
| Paul Wight                        | Paul Donald Wight jr | Catcheur occasionnel |
| Prince Nana                       | Nana Bandoh          | Manager de Swerve Strickland |
| Sonjay Dutt                       | Retesh Bhalla        | Vice-président de la production et de la coordination créative Manager de Jay Lethal, Jeff Jarrett et Satnam Singh Catcheur occasionnel |
| Stokely                           | Stokely Hathaway     | Manager de FTR |

### Autres membres du personnel
| Nom de scène     | Nom réel               | Notes                               |
| ---------------- | ---------------------- | ----------------------------------- |
| Alex Marvez      | Alex Marvez            | Interviewer                         |
| Alicia Atout     | Alicia Atout           | Intervieweuse                       |
| Arkady Aura      | Arkady Unterleidner    | Intervieweuse et annonceuse Rampage |
| Bobby Cruise     | Bobby Cruise           | Annonceur de Collision              |
| Excalibur        | Marc Letzmann          | Commentateur Dynamite et Rampage    |
| Ian Riccaboni    | Ian Riccaboni          | Annonceur                           |
| Jim Ross         | James Ross             | Commentateur                        |
| Justin Roberts   | Justin Jason Roberts   | Annonceur                           |
| Lexy Nair        | Alexandra Nair         | Intervieweuse                       |
| Melissa Santos   | Melissa Santos         | Intervieweuse                       |
| Nigel McGuinness | Steven Haworth         | Commentateur                        |
| Renee Paquette   | Renee Paquette         | Intervieweuse backstage             |
| Taz              | Peter Senerchia        | Commentateur                        |
| Tony Schiavone   | Noah Anthony Schiavone | Commentateur                        |

### Arbitres
| Nom de scène     | Nom réel         | Notes          |
| ---------------- | ---------------- | -------------- |
| Aubrey Edwards   | Brittany Aubert  |                |
| Brandon Martinez | Brandon Martinez |                |
| Bryce Remsburg   | Bryce Remsburg   |                |
| Mike Posey       | Mike Posey       |                |
| Paul Turner      | Paul Turner      | Arbitre senior |
| Rick Knox        | Rick Knox        |                |
| Stephon Smith    | Stephon Smith    |                |

### Personnel en coulisses
| Nom de scène        | Nom réel           | Notes                             |
| ------------------- | ------------------ | --------------------------------- |
| Amanda Huber        | Amanda Huber       | Agent de relations communautaires |
| Chris Hero          | Chris Spradlin     | Producteur                        |
| Christopher Daniels | Daniel Covell      | Coach                             |
| Chuck Taylor        | Dustin Howard      | Coach                             |
| Dean Malenko        | Dean Simon         | Producteur Senior                 |
| Glacier             | Raymond Lloyd      | Coach                             |
| Jennifer Pepperman  | Jennifer Pepperman | Développement de contenu          |
| Jerry Lynn          | Jeremy Lynn        | Coach et producteur               |
| Pat Buck            | Patrick Buckridge  | Coach                             |
| QT Marshall         | Michael Cuellari   | Coach                             |
| Robert Evans        | Robert Evans       | Coach                             |
| Sarah Stock         | Sarah Stock        | Coach et productrice              |
| Scotty 2 Hotty      | Scott Garland      | Coach et producteur               |
| Sting               | Steve Borden       | Ambassadeur                       |
| Tony Chimel         | Tony Chimel        | Coach et producteur               |
| Tony Khan           | Antony Khan        | Fondateur                         |